# ФК Реал Сосиједад
ФК Реал Сосиједад (шп. Real Sociedad de Fútbol, S.A.D.) је шпански фудбалски клуб из Сан Себастијана који се такмичи у Првој лиги Шпаније. Своје утакмице као домаћини играју на Аноети, капацитета 32.200 седећих места.
Клуб је основан 7. септембра 1909. године. Највеће успехе клуб је забележио између 1980. и 1982. године, када је освојио две титуле првака, један куп и један суперкуп. У сезони 2002/03. Реал Сосиједад је првенство завршио на другом месту. Прво место на табели су држали све до претпоследњег кола када их је претекао Реал Мадрид. Из Прве лиге су испали у сезони 2006/07. када су заузели претпоследње место на табели. У Првој лиги клуб поново игра од сезоне 2010/11., након што је у сезони 2009/10. заузео прво место у Другој лиги.

## Успеси

### Домаћи
- Прва лига Шпаније

Првак (2): 1980/81, 1981/82.
Други (3): 1979/80, 1987/88, 2002/03.
- Куп Шпаније

Освајач (3): 1909, 1986/87, 2019/20.
Финалиста (5): 1910, 1913, 1928, 1951, 1987/88.
- Суперкуп Шпаније

Освајач (1): 1982.
- Друга лига Шпаније

Првак (3): 1948/49, 1966/67, 2009/10.
Други (2): 1940/41, 1942/43.

### Међународни
- Куп европских шампиона

Полуфинале (1): 1982/83.
- Куп УЕФА

Четвртфинале (1): 1988/89.

## Реал Сосиједад у европским такмичењима
| Сезона   | Такмичење            | Коло          | Земља                                            | Екипа              | Резултат            |
| -------- | -------------------- | ------------- | ------------------------------------------------ | ------------------ | ------------------- |
| 1974/75. | Куп УЕФА             | кв.           | Чешка                                            | Бањик Острава      | 0-1, 0-4            |
| 1975/76. | Куп УЕФА             | 1. коло кв.   | Швајцарска                                       | Грасхопер          | 3-3 ,1-1            |
|          |                      | 2. коло кв.   | Енглеска                                         | Ливерпул           | 1-3, 0-6            |
| 1979/80. | Куп УЕФА             | 1. коло кв.   | Италија                                          | Интер Милан        | 0-3, 2-0            |
| 1980/81. | Куп УЕФА             | 1. коло кв.   | Мађарска                                         | Ујпешт Дожа        | 1-1, 1-0            |
|          |                      | 2. коло кв.   | Чешка                                            | Збројовка Брно     | 1-1, 2-1            |
|          |                      | осмина финала | Белгија                                          | Локерен            | 0-1, 2-2            |
| 1981/82. | Куп шампиона         | 1. коло кв.   | Бугарска                                         | ЦСКА Софија        | 0-1, 0-0            |
| 1982/83  | Куп шампиона         | кв.           | Исланд                                           | Викингур Рејкјавик | 1-0, 3-2            |
|          |                      | осминафинала  | Шкотска                                          | Селтик             | 2-0, 1-2            |
|          |                      | четвртфинале  | Португалија                                      | Спортинг Лисабон   | 0-1, 2-0            |
|          |                      | полуфинале    | Њемачка                                          | Хамбургер          | 1-1, 1-2            |
| 1987/88. | Куп победника купова | кв.           | Пољска                                           | Сласк Вроцлав      | 0-0, 2-0            |
|          |                      | осмина финала | Совјетски Савез                                  | Динамо Минск       | 1-1, 0-0            |
| 1988/89. | Куп УЕФА             | 1. коло кв.   | Чешка                                            | Дукла Праг         | 2-1, 2-3            |
|          |                      | 2. коло кв.   | Португалија                                      | Спортинг Лисабон   | 0-0, 2-1            |
|          |                      | осмина финала | Њемачка                                          | Келн               | 1-0, 2-2            |
|          |                      | четвртфинале  | Њемачка                                          | Штутгарт           | 0-1, 1-0 (2-4) п. ј |
| 1990/91. | Куп УЕФА             | 1. коло кв.   | Швајцарска                                       | Лозана             | 2-3, 1-0            |
|          |                      | 2. коло кв.   | Социјалистичка Федеративна Република Југославија | Партизан Београд   | 1-0, 0-1 (4-5) п. ј |
| 1992/93. | Куп УЕФА             | 1. коло кв.   | Португалија                                      | Виторија Гимараис  | 0-3, 2-0            |
| 1998/99. | Куп УЕФА             | 1. коло кв.   | Чешка                                            | Спарта Праг        | 4-2, 1-0            |
|          |                      | 2. коло кв.   | Русија                                           | Динамо Москва      | 3-2, 3-0            |
|          |                      | осмина финала | Шпанија                                          | Атлетико Мадрид    | 2-1, 1-4            |
| 2003/04. | Лига шампиона        | група Д.      | Грчка                                            | Олимпијакос        | 1-0, 2-2            |
|          |                      | група Д.      | Турска                                           | Галатасарај        | 2-1, 1-1            |
|          |                      | група Д.      | Италија                                          | Јувентус           | 2-4, 0-0            |
|          |                      | осмина финала | Француска                                        | Олимпик Лион       | 0-1, 0-1            |
| 2013/14. | Лига шампиона        | плеј оф       |                                                  |                    |                     |

## Познати бивши играчи
| - Шаби Алонсо - Агустин Аранзабал - Микел Артета - Хосе Мари Бакеро - Чики Бегиристаин - Андони Гојкочеа - Франциско Мерида - Аитор Лопез Рекарте - Луис Лопез Рекарте - Хавијер Де Педро - Микел Аранбуру - Хосеба Ечеберија |  | - Марк Гонзалез - Нихат Кахвеџи - Тајфун Коркут - Ариф Ердем - Валери Карпин - Мехо Кодро - Дарко Ковачевић - Драган Младеновић - Андрија Делибашић - Рикардо Са Пинто - Сандер Вестервелд - Игор Цвитановић |